# لوکا لوچوشویلی
لوکا لوچوشویلی (گرجی: ლუკა ლოჩოშვილი؛ زادهٔ ۲۹ مهٔ ۱۹۹۸) بازیکن فوتبال اهل گرجستان است.
از باشگاه‌هایی که در آن بازی کرده است می‌توان به باشگاه فوتبال دینامو تفلیس اشاره کرد.
وی همچنین در تیم‌های ملی فوتبال زیر ۲۱ سال گرجستان، و گرجستان بازی کرده است.